# 5865 Кволітімокріна
5865 Кволітімокріна (5865 Qualytemocrina) — астероїд головного поясу, відкритий 31 серпня 1984 року.
Тіссеранів параметр щодо Юпітера — 3,498.